# Calcioursilita
La calcioursilita és un mineral de la classe dels silicats. Rep el seu nom pel seu contingut en calci i la seva relació amb la ursilita.

## Característiques
La calcioursilita és un silicat de fórmula química Ca₄(UO₂)₄(Si₂O₅)₅(OH)₆·15H₂O.
Segons la classificació de Nickel-Strunz, la calcioursilita pertany a «09.AK: Estructures de nesosilicats (tetraedres aïllats), uranil nesosilicats i polisilicats» juntament amb els següents minerals: soddyita, cuprosklodowskita, oursinita, sklodowskita, boltwoodita, kasolita, natroboltwoodita, uranofana-β, uranofana, swamboïta, haiweeïta, metahaiweeïta, ranquilita, weeksita, coutinhoïta, ursilita, magnioursilita i uranosilita.

## Formació i jaciments
Va ser descoberta al dipòsit d'urani d'Oktyabr'skoye, a Kyzyltyube-Sai, Khodzhent, a la província de Sughd, al Tadjikistan, la seva localitat tipus. Es tracta de l'únic indret on ha estat trobada aquesta espècie mineral.